# Utomhushandboll
Utomhushandboll är ett namn för två typer av handboll. Den ena spelas med elvamannalag på stor plan utomhus, den andra med sjumannalag utomhus och med samma planmått som vid handbollsspel inomhus. Den förra varianten är numera ovanlig i tävlingssammanhang, medan även den senare i stort sett ersatts av sjumannahandboll inomhus och på senare tid också av beachhandboll.
Utomhushandboll för elvamannalag, som främst nådde popularitet i tyskspråkiga delar av Centraleuropa, var olympisk idrott i sommar-OS 1936. VM-turneringar arrangerades för herrar 1938–1966 och för damer 1949–1960. Under efterkrigstiden har sjumannavarianten av handboll i inomhushallar helt ersatt utomhushandboll för elvamannalag som tävlingsidrott. Utomhus-SM i handboll spelades 1942–1961 på stor plan (elva man) och 1962–1998 på liten plan (sju man). Efter 1998 ersattes SM i utomhushandboll av SM i beachhandboll.

## Regler

De olika måtten på en plan för elvamannahandboll (text på engelska).

De yttre måtten på en plan för elvamannahandboll är i stort sett desamma som för fotboll, och ofta använd(e)s samma planer i de båda idrotterna. Planen är 90–110 meter lång och 55–65 meter bred. 35 meter ut från vardera kortsida finns det utmärkta anfallsområdet. I planens mitt finns mittcirkel, med 9,15 meters diameter.
Runt vardera målbur är två halvmåneformade cirkellinjer dragna, vinkelrätt mot kortsidans (och mållinjens) mittpunkt. Den inre cirkellinjen går 13 meter ut och avgränsar målvaktens egen zon, medan den 19 meter ut motsvarar frikastlinjen.
Varje målbur har stolpar 7,32 meter från varandra. Ribban ligger 2,44 meter över marken. Detta är samma mått som i fotboll.

## Historia

### Bakgrund
Utomhushandboll var tidigare populärt, och bland annat Sverige spelade sina första landskamper utomhus – både på herr- och damsidan. De första reglerna kom till i Danmark 1898. Seriespel inleddes på 1910-talet i Tyskland. Utvecklingen skedde i Tyskland där bland annat Carl Schelenz utvecklade handbollen utifrån det spel man kallade torball. Torball hade utvecklats av Max Heiser som ett alternativ för kvinnor att idrotta istället för fotboll som var förbehållet männen vid denna tid. Schelenz ska ha fått inspiration från det tjeckiska spelet Hazena. Schlienz var den som lanserade trestegsregeln. Andra menar att det var Carl Diem som initierade utvecklingen av utomhushandboll.
I tyskspråkiga länder har handboll på stor plan benämnts Feldhandball ('fälthandboll'; till skillnad mot Hallenhandball, handboll för spel i hallar). Denna variant har, på grund av planmåtten alltid spelats med elvamannalag – en målvakt och tio utespelare.

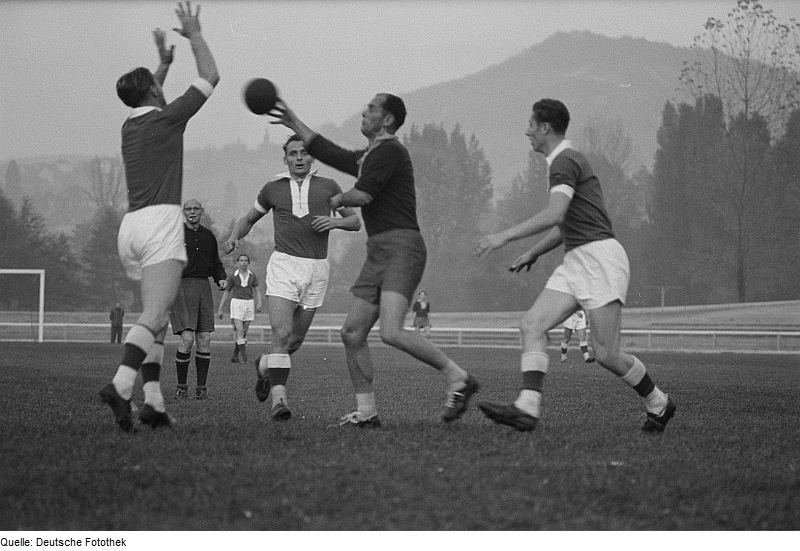
Elvamannahandboll, i tyska Jena 1953.

### Mitten av 1900-talet
Då handboll för första gången fanns med vid olympiska spelen i Berlin 1936 var det utomhushandboll med elvamannalag som spelades. Hemmanationen Tyskland vann före Österrike, i en final som spelades i ösregn inför 80 000 åskådare. Schweiz erövrade olympiskt brons, och i turneringen deltog även Ungern, Rumänien och USA.
1938 hölls det första världsmästerskapet i utomhushandboll, samma år som det första världsmästerskapet för handboll inomhus. Båda turneringarna ägde rum i Berlin. 

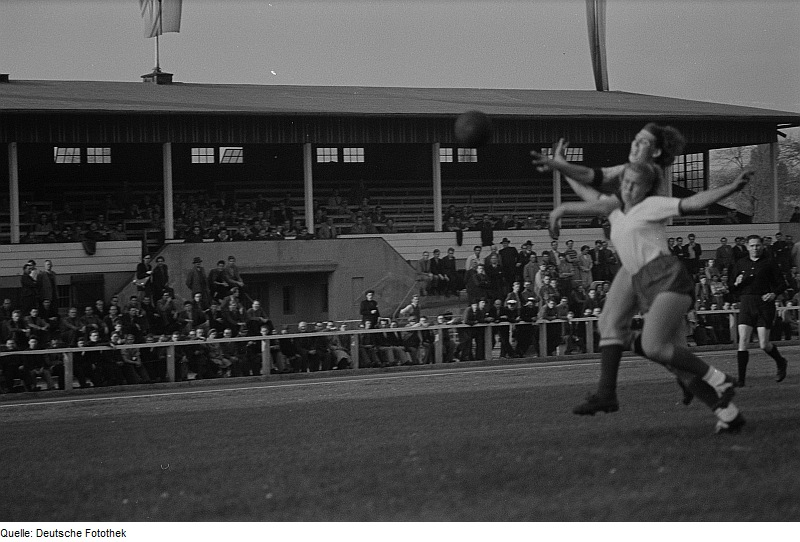
Närkampsspel i en dammatch, i tyska Jena 1953.

Tyskland och senare Västtyskland och Östtyskland dominerade utomhushandbollen. Tyskland (båda staterna inräknade) vann sex av sju VM i utomhushandboll; undantaget var 1948 då Sverige vann, men i den turneringen fick inga tyska lag delta eftersom landet hade förlorat andra världskriget och var ockuperat av segrarmakterna. VM-turneringar för herrar arrangerades mellan 1938 och 1966, och för damer 1949–60.
I Västtyskland arrangerades 1954 två landskamper i Augsburg, mot Österrike och mot Sverige, landskamper som drog 35 000 respektive 40 000 åskådare. 1959 spelades en landskamp mellan Västtyskland och Östtyskland, och efter den östtyska segern blev laget utsett till årets östtyska lag.

### Nedgång
Åren kring 1970 tappade utomhushandbollen snabbt mark till inomhushandbollen, och det sista världsmästerskapet spelades 1966. Orsakerna var bland annat väderförhållandena som gjorde att säsongen blev kort, inte minst i norra Europa. Det var även betydligt bättre underlag i inomhushallarna och speltempot på den mindre planen betydligt högre. 1972 kom handbollen tillbaka till OS men då som nu handlar det om inomhushandboll.
En liten renässans för utomhushandboll i annan form har kommit via den nya idrotten beachhandboll. I SM-sammanhang har den från och med 1999 ersatt den traditionella elvamannavarianten.